# Fenacetin
Fenacetin (systematickým názvem N-(4-ethoxyfenyl)acetamid) je bílá, krystalická látka, derivát acetanilidu. Má dlouhou historii využití v medicíně.

## Syntéza

Syntéza fenacetinu

Jedna z možných syntéz fenacetinu je kondenzace p-nitrofenolu v roztoku hydroxidu sodného s bromethanem, v další fázi následována redukcí sulfidem sodným a acetylací anhydridem kyseliny octové (viz obrázek).

## Využití
Fenacetin se využívá v medicíně jako analgetikum a antipyretikum pro lidské i zvířecí subjekty již od roku 1887. Pacienti, hojně užívající fenacetin, měli zvýšené riziko výskytu rakoviny. Následnými studiemi bylo potvrzeno, že fenacetin je karcinogenní. Z tohoto důvodu byl fenacetin stažen z volně prodejných léčiv v mnoha zemích včetně České republiky.